# Masaya (stad)
Masaya is een stad in Nicaragua en de hoofdstad van het gelijknamige departement Masaya en wordt wel 'de stad van de bloemen' genoemd.
In Masaya wonen 174.000 mensen, waarvan ongeveer twee derde in stedelijk gebied (área de residencia urbano) woont.
Het is de derde stad van het land, vooral bekend vanwege de vulkanen die Masaya omringen en vanwege de grote artesania-markt.
De huidige burgemeester van Masaya is Orlando Noguera.

## Toponymie
De naam Masaya komt van het woord "Mazātlān" dat uit de taal van de Nahuatl komt. "Mazātl" betekent hert en het achtervoegsel "-tlān" betekent plaats, oftewel "Plaats van de herten".

## Ligging
Masaya ligt ten oosten van de gelijknamige vulkaan en Laguna de Masaya. Verder ligt de stad 28 kilometer ten zuidoosten van de hoofdstad Managua en 14 kilometer ten noorden van Granada.

## Economie
De stad is een belangrijk industriecentrum in de regio. Zo worden er kleren, sigaren, zeep en schoenen gemaakt. Bovendien gaan veel goederen vanuit de departementen Masaya en Carazo via Masaya naar Managua en León.

## Geboren in Masaya
- Enrique Bolaños (1928-2021), president van Nicaragua (2002-2007)
- Óscar Duarte (1989), Costa Ricaans-Nicaraguaans voetballer

## Partnersteden
- Dietzenbach (Duitsland)

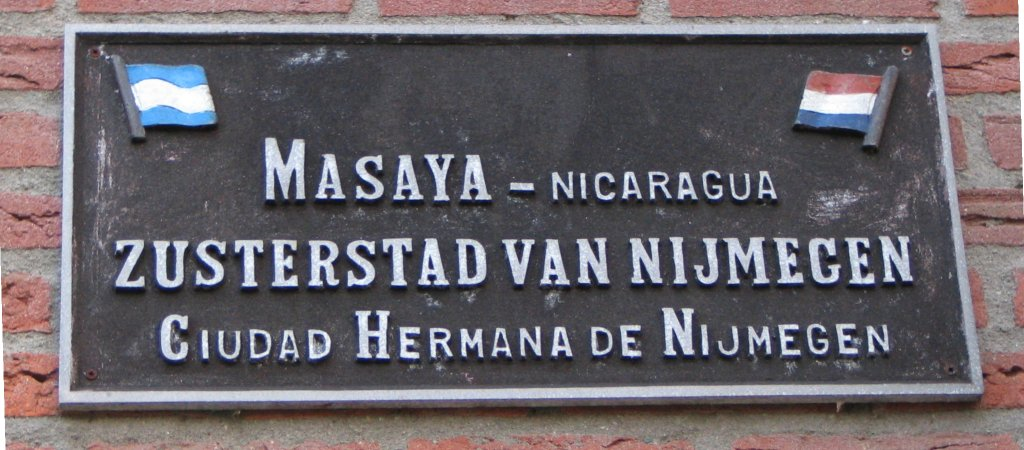
Plaquette aan de muur van een woning aan de Masayalaan te Nijmegen

- Leicester (Verenigd Koninkrijk)
- Nijmegen (Nederland), sinds eind jaren tachtig
- Prievidza (Slowakije)

In 1990 is een straat in de Nijmeegse wijk Neerbosch-Oost naar Masaya vernoemd.